# Kamejsze
Kamejsze (biał. Камейшы, Kamiejszy; ros. Камейши, Kamiejszy) – wieś na Białorusi, w obwodzie mińskim, w rejonie stołpeckim, w sielsowiecie Rubieżewicze.

## Historia
W dwudziestoleciu międzywojennym leżały w Polsce, w województwie nowogródzkim, w powiecie stołpeckim, w gminie Rubieżewicze. W 1921 miejscowość liczyła 90 mieszkańców, zamieszkałych w 14 budynkach, wyłącznie Polaków wyznania rzymskokatolickiego. Położone były wówczas w pobliżu granicy ze Związkiem Sowieckim.
Po II wojnie światowej w granicach Związku Sowieckiego. Od 1991 w niepodległej Białorusi.